# عملیات نصر ۷
عملیات نصر ۷ با رمز یا فاطمه الزهرا (س) در محور قلعه دیزه - ارتفاع دوپازا به صورت نیمه گسترده در تاریخ ۱۴/۵/۱۳۶۶ به فرماندهی سپاه انجام شد.

## منبع
- محسن رشید، گزارشی کوتاه/ مرکز مطالعات و تحقیقات جنگ سپاه پاسداران انقلاب اسلامی، ویرایش: مهدی انصاری، تهران: سپاه پاسداران انقلاب اسلامی، مرکز مطالعات و تحقیق جنگ، ۱۳۷۸، شابک: ۹۶۴-۶۳۱۵-۳۳-x